# Bistum Civita Castellana
Das Bistum Civita Castellana (lateinisch Dioecesis Civitatis Castellanae, italienisch Diocesi di Civita Castellana) ist eine in Italien gelegene römisch-katholische Diözese mit Sitz in Civita Castellana.

## Geschichte
Das Bistum Civita Castellana wurde im Jahre 990 durch Papst Johannes XV. errichtet und dem Heiligen Stuhl direkt unterstellt. Dem Bistum Civita Castellana wurde am 5. Oktober 1437 das Bistum Orte angegliedert. Am 20. Dezember 1805 wurde dem Bistum Civita Castellana und Orte das Bistum Gallese angegliedert.
Dem Bistum Civita Castellana, Orte und Gallese wurde am 11. Februar 1986 das Bistum Nepi und Sutri angegliedert. Am 16. Februar 1991 wurde das Bistum Civita Castellana, Orte, Gallese, Nepi und Sutri in Bistum Civita Castellana umbenannt.

## Weblinks

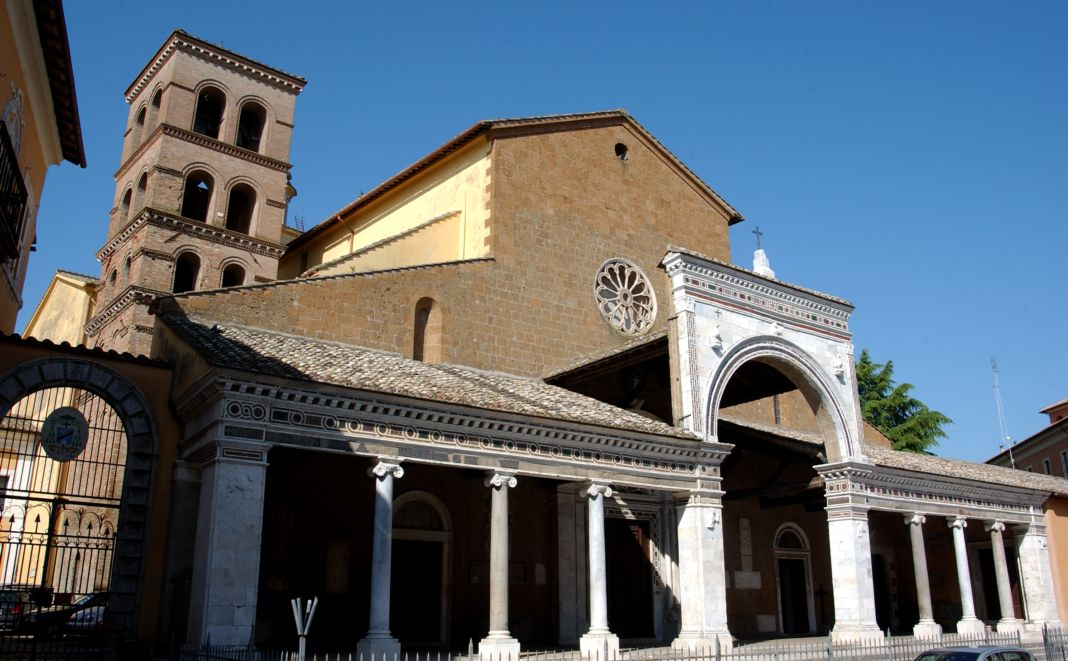
Kathedrale Santa Maria Maggiore in Civita Castellana
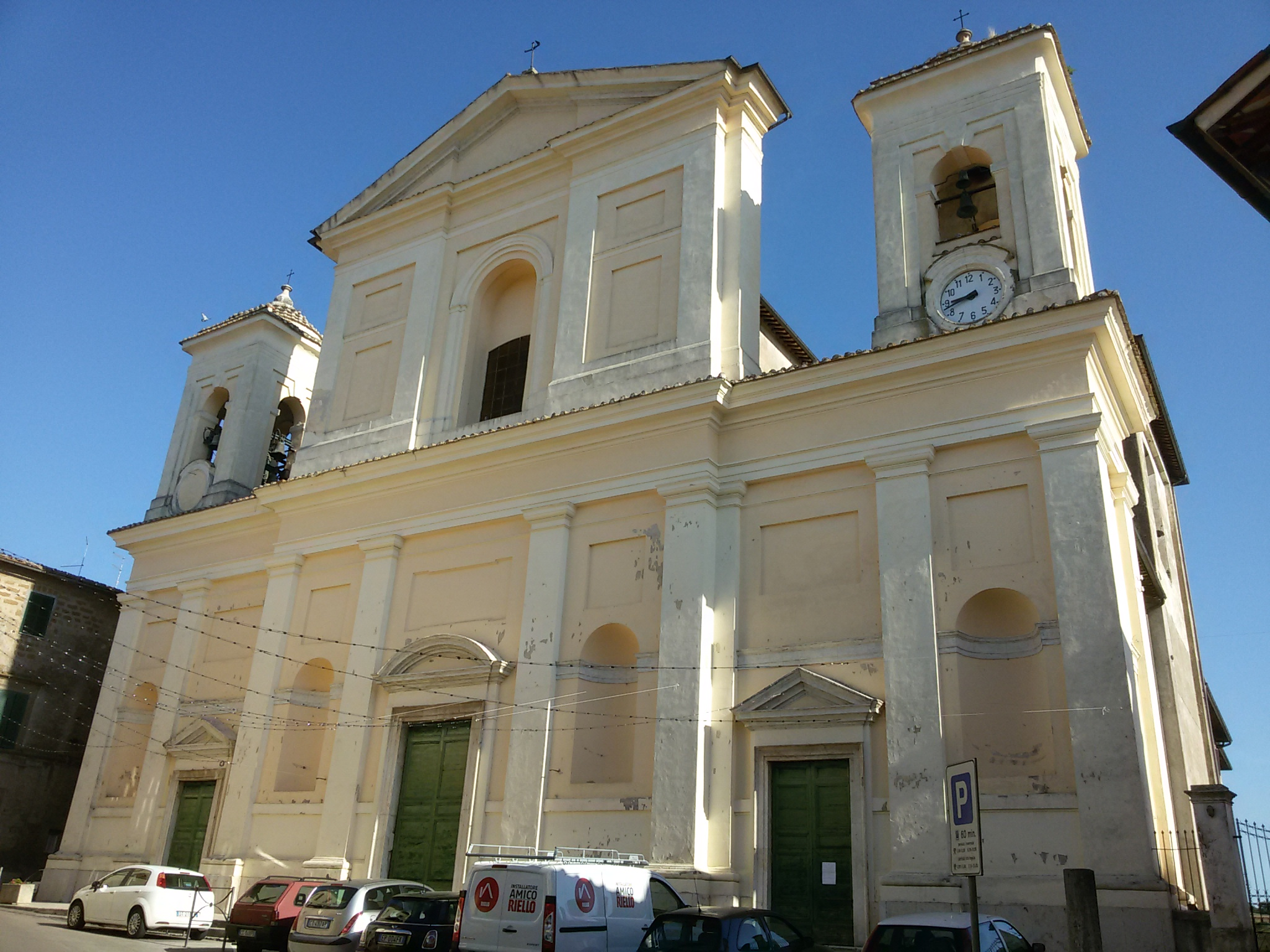
Konkathedrale Santa Maria Assunta in Gallese
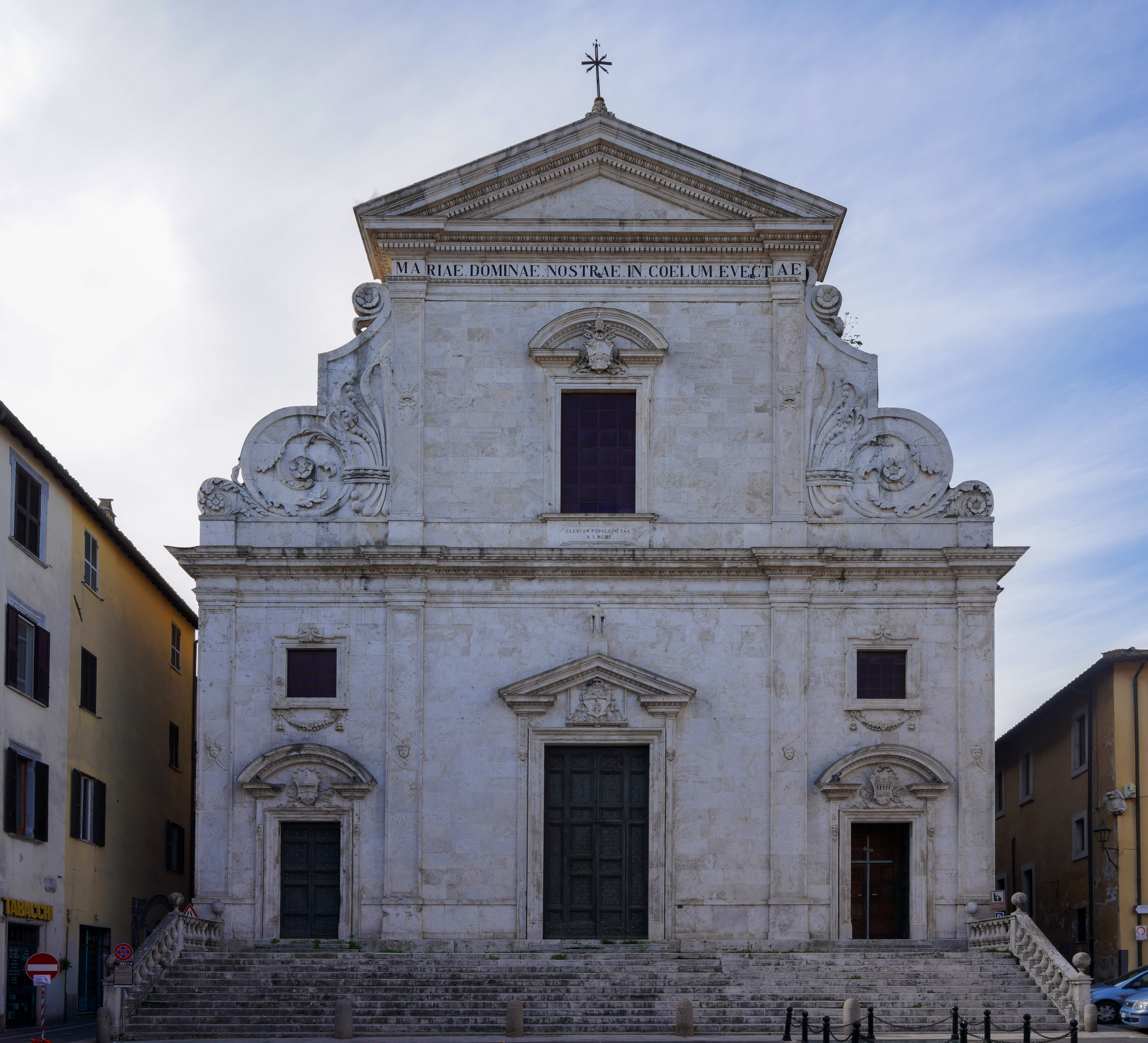
Konkathedrale Santa Maria Assunta in Orte
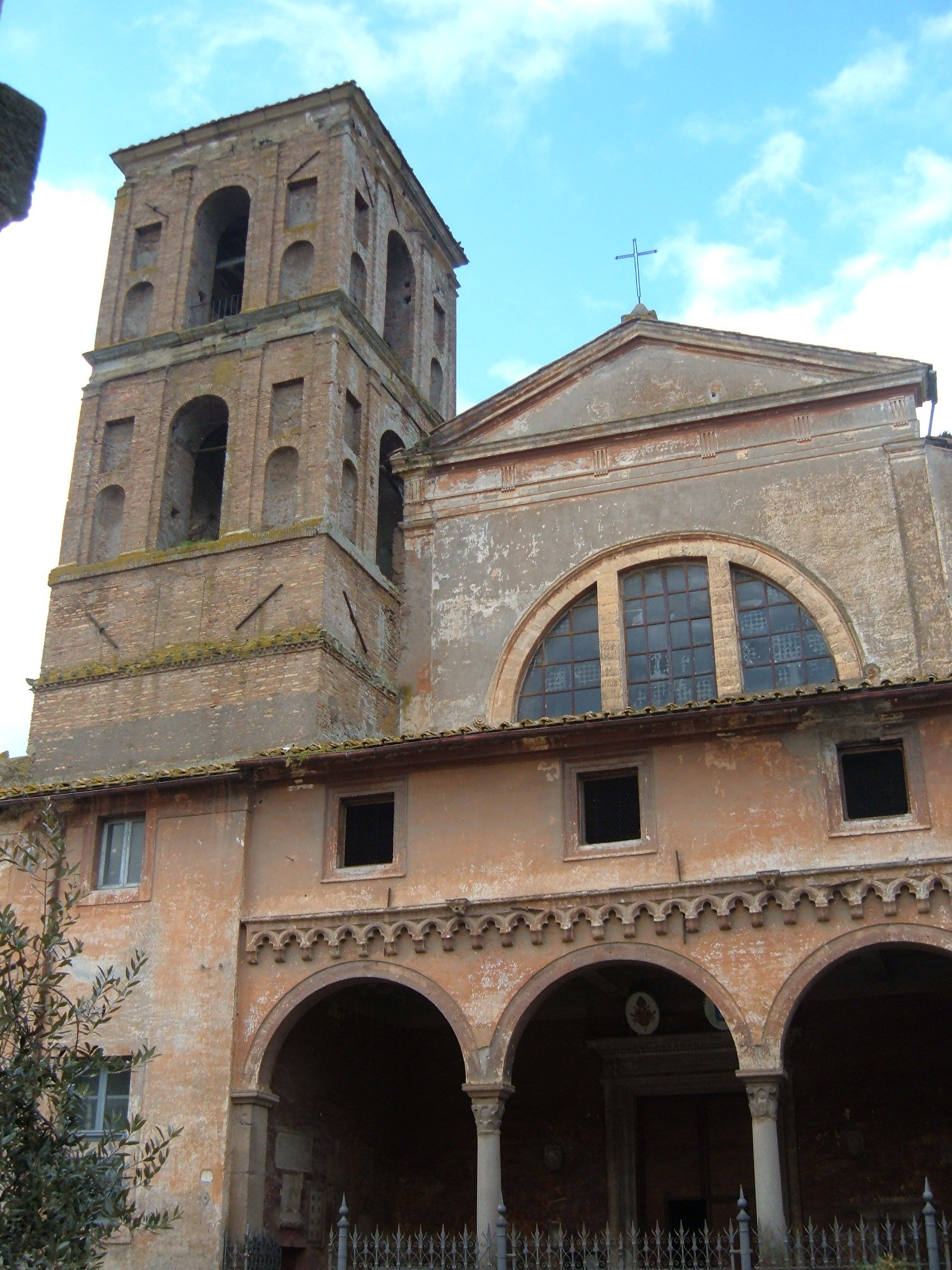
Konkathedrale Santa Maria Assunta e Santa Anastasia in Nepi
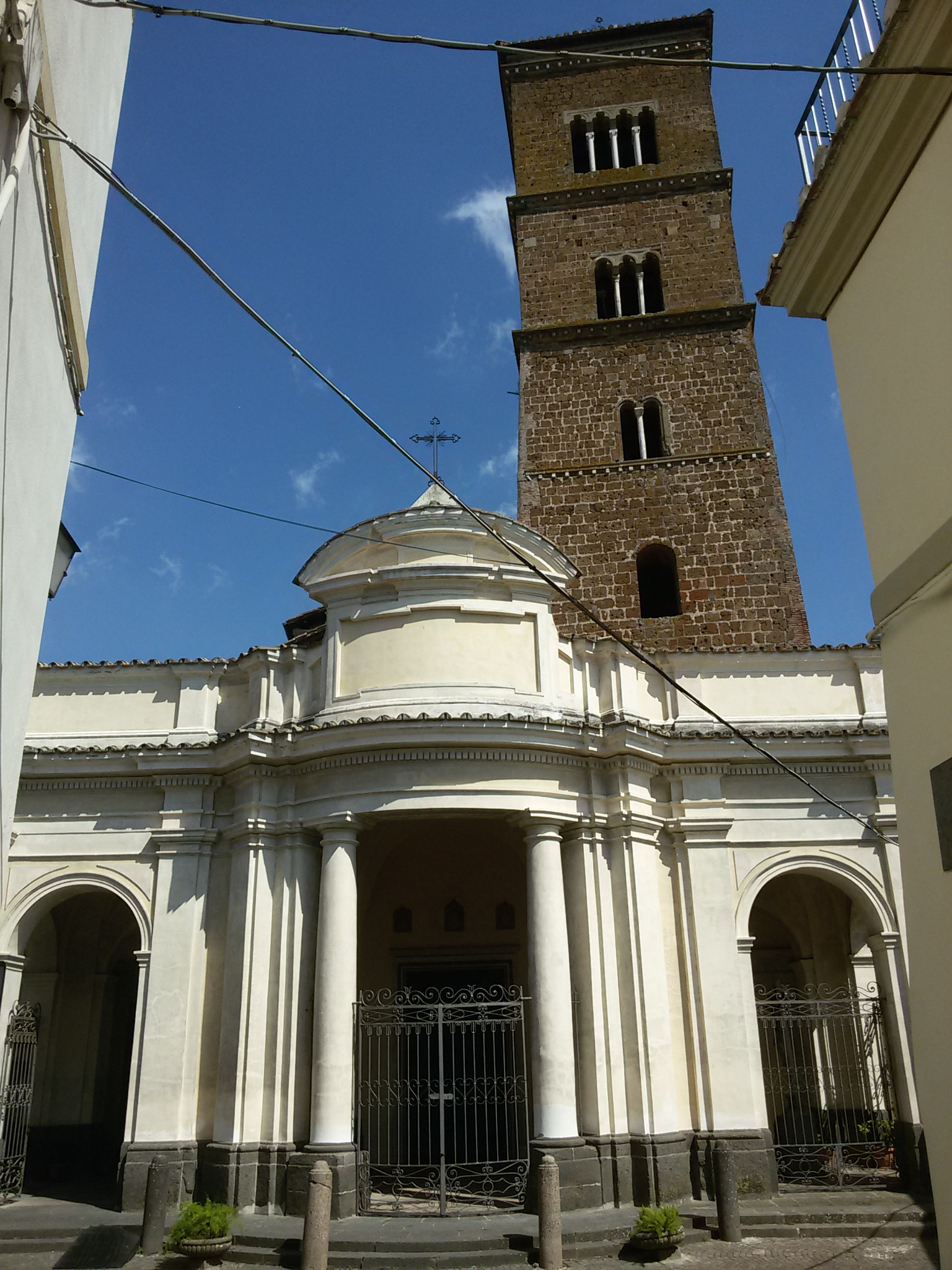
Konkathedrale Santa Maria Assunta in Sutri